# Maties Cardona i Espinach
Maties Cardona i Espinach (Valls, 1698 - El Escorial, 1755) va ser un compositor català del segle XVIII.
Va ser batejat el 13 de desembre de 1698. Va iniciar la seva formació a l'Escolania de Montserrat, on va aprendre gramàtica i música, centrant-se en l'estudi de l'oboè, el baixó i també la composició. Es va traslladar a Barcelona i posteriorment a Xàtiva, on va exercir com a músics uns quants anys. El 1721, es va establir a Madrid, i va ingressar al monestir de l'Escorial. S'han trobat documents que estableixen que el 4 d’octubre del 1722 va professar en aquell mateix monestir. Durant la seva estada a l’Escorial va compaginar diferents responsabilitats administratives, com la gestió de les bodegues i l’hospital, amb la seva activitat musical. Gran part de les seves composicions es conserven a l’arxiu musical del monestir, i deixen constància de la seva contribució al patrimoni musical català.

## Obres
Mises
- Misa de 5 tono, sobre el paso de credidi, 4V, ac
- Misa de réquiem de 6 tono, 4V, ac
- Misa de réquiem de 6 tono, 8V, ac
- Domine Jesu Christe, 4V. ac
- Domine Jesu Christe, 8V. ac
- Liberame, Domine, 4V, ac
- Domine, cunado veneris, 4V, ac
- Hei mihi, Domine, 4V, ac
- Manus tuae, 8V, ac
- Parece mihi, 8V, ac
- Quare de vulva, 8V
- Quis mihli, 8V, ac
- Responde mihi, 8V, ac
- Spiritus meus, 8V, ac

Antifones
- Salve, 4V, ac
- Salve Regina, 4V

Cantigues
- Magnificat, 8V, ac, órg

Himnes
- Deus tuorum militum, 4V
- Pange lingua, 4V, ac
- Tantum ergo, 4V
- Urbs Jerusalem beata, 8V, ac

Motets
- Alma redemptoris mater, 4V, ac
- Benedicamus Domino, 4V
- Hace dies, 8V, ac
- Benedicamus Domino, 8V, ac. órg

Salms
- Dicit Dominus, 8V, ac
- Laetatus sum, 8V, ac, órg
- Laude Jerusalem, 4V
- Lauda Jerusalem, 8V, ac

Villancets
- Attended sonoras avers, 4V
- O inefable sacramento, 4V[2]